# Dana Rožlapa
Dana Rožlapa (* 16. November 1979 in Talsi) ist eine lettische Radrennfahrerin, die im Straßenradsport aktiv ist.

## Sportlicher Werdegang
In den Ergebnislisten der UCI wurde Rožlapa erstmals 2011 mit dem Gewinn der nationalen Meisterschaften im Einzelzeitfahren geführt. Seither gewann sie insgesamt neunmal den nationalen Titel in der Disziplin. Nach wiederholten Podiumsplatzierungen wurde sie 2025 im Alter von 45 Jahren erstmals auch lettische Meisterin im Straßenrennen. Wiederholt vertrat sie Lettland bei internationalen Meisterschaften, ihre beste Platzierung erreichte sie mit einem 12. Rang im Einzelzeitfahren bei den Europameisterschaften 2024.
Außerhalb von Meisterschaften trat Rožlapa international nur selten in Erscheinung. Mehrfach startete sie beim Chrono des Nations, wo sie 2021 als Siebte die beste Platzierung erzielte. Ebenfalls einen siebten Rang erreichte sie im Prolog zur Lotto Belgium Tour 2022.

## Erfolge
2012
- Lettische Meisterin – Einzelzeitfahren

2013
- Lettische Meisterin – Einzelzeitfahren

2014
- Lettische Meisterin – Einzelzeitfahren

2019
- Lettische Meisterin – Einzelzeitfahren

2020
- Lettische Meisterin – Einzelzeitfahren

2021
- Lettische Meisterin – Einzelzeitfahren

2022
- Lettische Meisterin – Einzelzeitfahren

2023
- Lettische Meisterin – Einzelzeitfahren

2025
- Lettische Meisterin – Einzelzeitfahren und Straßenrennen